# Bodenschnecken
Die Bodenschnecken (Cecilioididae, syn. Ferussaciidae) sind eine Familie aus der Unterordnung der Landlungenschnecken (Stylommatophora). Es sind meist kleine Schnecken, die im Boden leben. Einige Arten dieser Gruppe sind blind, d. h. haben die Augen reduziert.

## Merkmale
Die Gehäuse sind hoch, schlank und meist klein (wenige Millimeter bis max. 18 mm). Die Schale ist dünn, glatt und glänzend, häufig sogar durchscheinend bis transparent. Die Öffnung ist oval bis birnenförmig. Die Tiere können sich ganz in das Gehäuse zurückziehen. Die Tiere legen meist wenige, sehr große, kalkschalige Eier, aus den nach wenigen Tagen die fertigen Jungen schlüpfen (ovovivipar).

## Vorkommen und Lebensweise
Die Familie kommt weltweit in den gemäßigten und warmen Breiten vor; der Verbreitungsschwerpunkt ist im Mediterrangebiet. Die Tiere leben meist unterirdisch in den Lückensystemen des Bodens und in Geröllfeldern, Felsspalten und Höhlen. Viele der unterirdisch lebenden Formen sind blind. Sie ernähren sich von verrottendem Pflanzenmaterial.

## Systematik
Die Familie der Bodenschnecken wird zur Überfamilie Achatinoidea gerechnet. Die Familie ist in fast allen älteren Arbeiten als Ferussaciidae Bourguignat, 1883 (oder auch Ferrussaciidae, basierend auf der Falschschreibweise Ferrussacia) zu finden. Der Name Ferussaciidae (oder Ferrussaciidae) ist jedoch ein jüngeres Synonym zum älteren Namen Cecilioididae.
- Bodenschnecken (Cecilioididae) (früher Ferussaciidae)
  - Gattung Ferussacia Risso, 1826 (mit Untergattungen F. (Ferussacia)) und F. (Pegea) Risso, 1826 (präokkupiert[1])
  - Gattung Cecilioides Férussac, 1814 (mit Untergattung C. (Cecilioides), C. (Rhaphidiella) Maltzan, 1886) und C. (Terebrella) Maltzan, 1886 (möglicherweise präokkupiert[2])
  - Gattung Amphorella Lowe, 1856 (mit Untergattungen A. (Amphorella), A. (Hypselia) Lowe, 1854, A. (Fusillus) Lowe, 1854, A. (Pyrgella) Lowe, 1854, A. (Cylichnidia) Lowe, 1854)
  - Gattung Calaxis Bourguignat, 1887
  - Gattung Coilostele Benson, 1864
  - Gattung Connollya Odhner, 1932
  - Gattung Cylichnidia Lowe, 1852
  - Gattung Digoniaxis Jousseaume, 1889
  - Gattung Geostilbia Crosse, 1867
  - Gattung Hohenwartiana Bourguignat, 1864
  - Gattung Karolus Folin, 1870
  - Gattung Pseudocalaxis Pallary, 1912
  - Gattung Sculptiferussacia Germain, 1911